# Caroni (Orinoco)
Caroni (špa. Río Caroní) je druga po veličini rijeka Venezuele i najveća desna pritoka Orinoca duga 690 km. Većinu svog toka teče kroz venezuelansku saveznu državu Bolívar, na istoku zemlje. 

## Zemljopisne karakteristike
Caroni se rađa spajanjem rijeka Río Cuquenán i Río Yuruaní, na obroncima Planine Roraima u masivu Sierra Pacaraima, na tromeđi Brazila, Gvajane i Venezuele.
Nakon tog Caroni teče uglavnom prema sjeveru preko Gvajanske visoravni, koja pokriva velik dio jugoistočne Venezuele sve do svog ušća u rijeku Orinoco kod grada Ciudad Guayana.
Kod samog ušća, veliki slapovi ometaju plovidbu, ali je nakon tog dijela rijeka plovna skoro do svog izvora.
Na pritoci Caronija, rijeci Churún, nalazi se najviši vodopad na svijetu - Angelovi slapovi visok 979 metara.

## Klimatske karakteristike
Klima u Bazenu Caronija je tropska monsunska, s dva godišnja doba koja se između sebe ne razlikuju po temperaturi nego po količini oborina. Kišna sezona (zima) traje od travnja do listopada/studenog, a suha sezona (ljeto) od studenog do ožujka/travnja.

### Gospodarsko značenje rijeke
Industrijski razvoj grada Ciudad Guayana, u kom se proizvodi čelik, aluminij i papir, omogućen je izgradnjom brana Macagua i Guri, koje rabe hidropotencijal rijeke Caroni. Uzvodno od Ciudad Guayana stvoreno je umjetno jezero Guri.

## Vanjske poveznice
|  | Zajednički poslužitelj ima još gradiva o temi Caroni (Orinoco) |

- Caroni River na portalu Encyclopædia Britannica (engl.)